# Sylvilagus audubonii
Sylvilagus audubonii — вид ссавців родини Зайцеві (Leporidae) ряду Зайцеподібні (Leporiformes).

## Поширення
Вид зустрічається у США від Каліфорнії до Монтани на південь до Аризони та Техасу і на півночі Мексики. Населяє рівнини з бідною рослинністю.

## Спосіб життя
Найбільшу активність проявляють в передвечірні та нічні години. Годуються травою, листям рослин (в тому числі культурних), а також плодами, нерідко завдаючи серйозної шкоди врожаям зернових і фруктів. Ніколи не видаляються далеко від свого житла і при перших же ознаках небезпеки стрімголов мчать в укриття, виблискуючи білосніжною плямою з нижнього боку хвоста. Притулками їм зазвичай служать поглиблення в ґрунті серед високої трави або підземні нори. Залежно від місця проживання розмножуються навесні або цілий рік. Вагітність триває 26-30 днів. У виводку 1-5 дитинчат. Кроленята з'являються на світ голими, сліпими і абсолютно безпорадними.